# Вулиця Вузька (Львів)
Ву́лиця Вузька́ — вузька вулиця у Личаківському районі міста Львів, що відходить на південь від початку вулиці Личаківської (між будинками № 6 і 8) та завершується глухим кутом.

## Історія та забудова
Сучасну назву має від 1892 року. Виникла на куртині земляного оборонного валу, насипаного 1683 року під керівництвом фортифікатора Яна Беренса. Перед першою світовою війною на залишках валу зведено, зокрема, прибутковий будинок № 6 у стилі спрощеного неокласицизму та перпендикулярно ще один — № 8 у стилі сецесії. Проєкти на замовлення Генрика Богдановича у 1910—1911 роках виконав Броніслав Бауер.

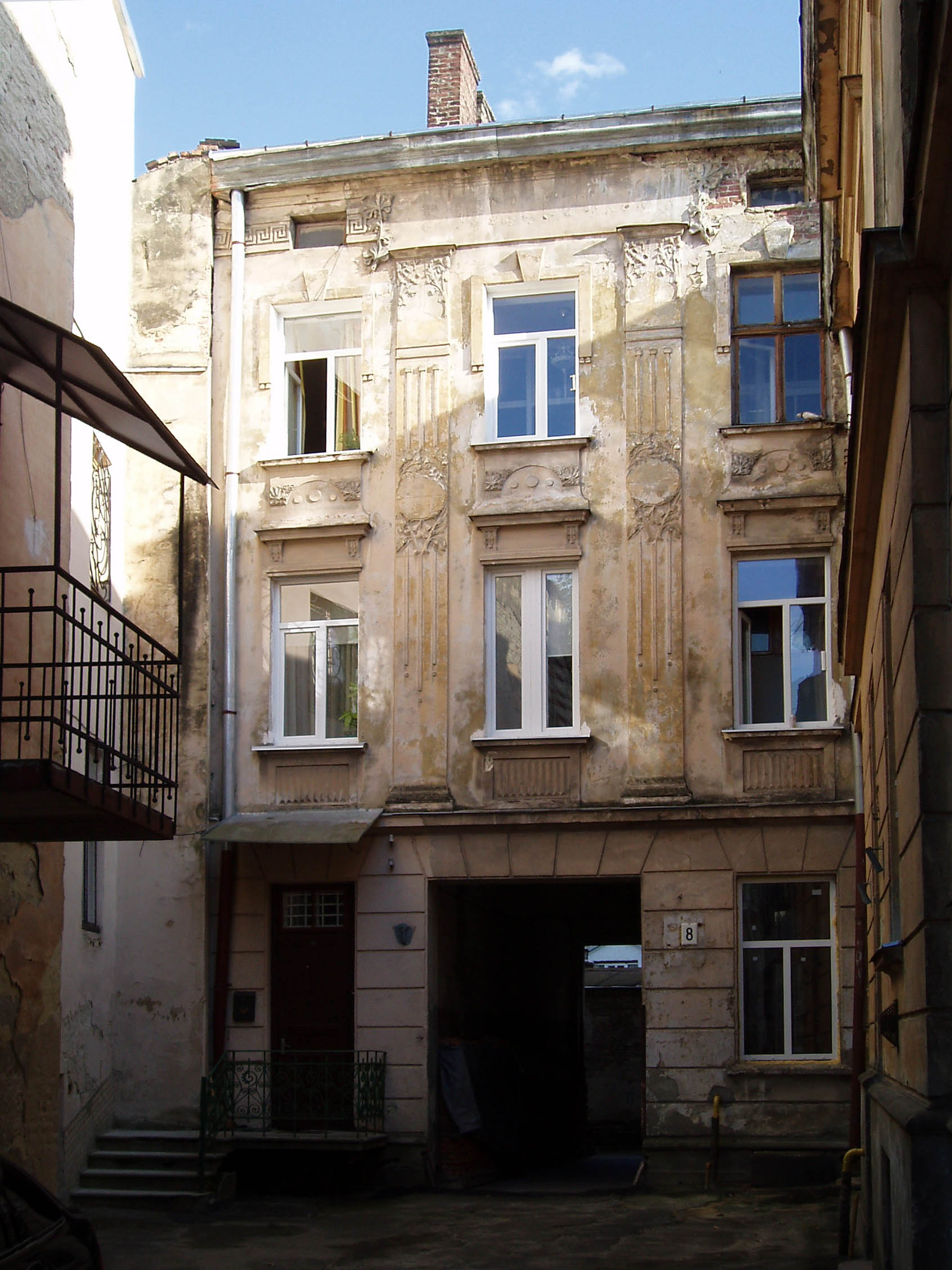
Вулиця Вузька у Львові (архітектор Броніслав Бауер)
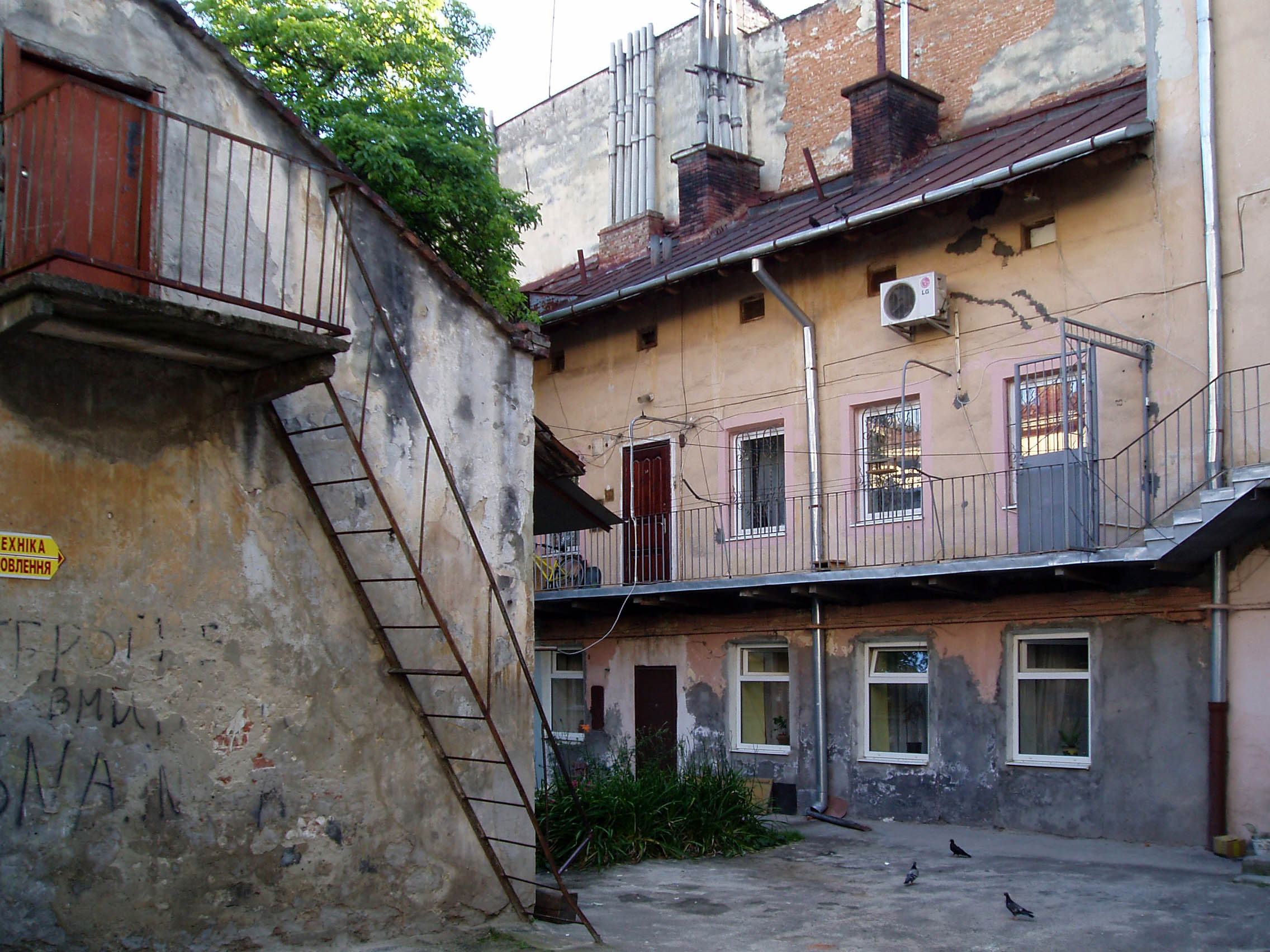
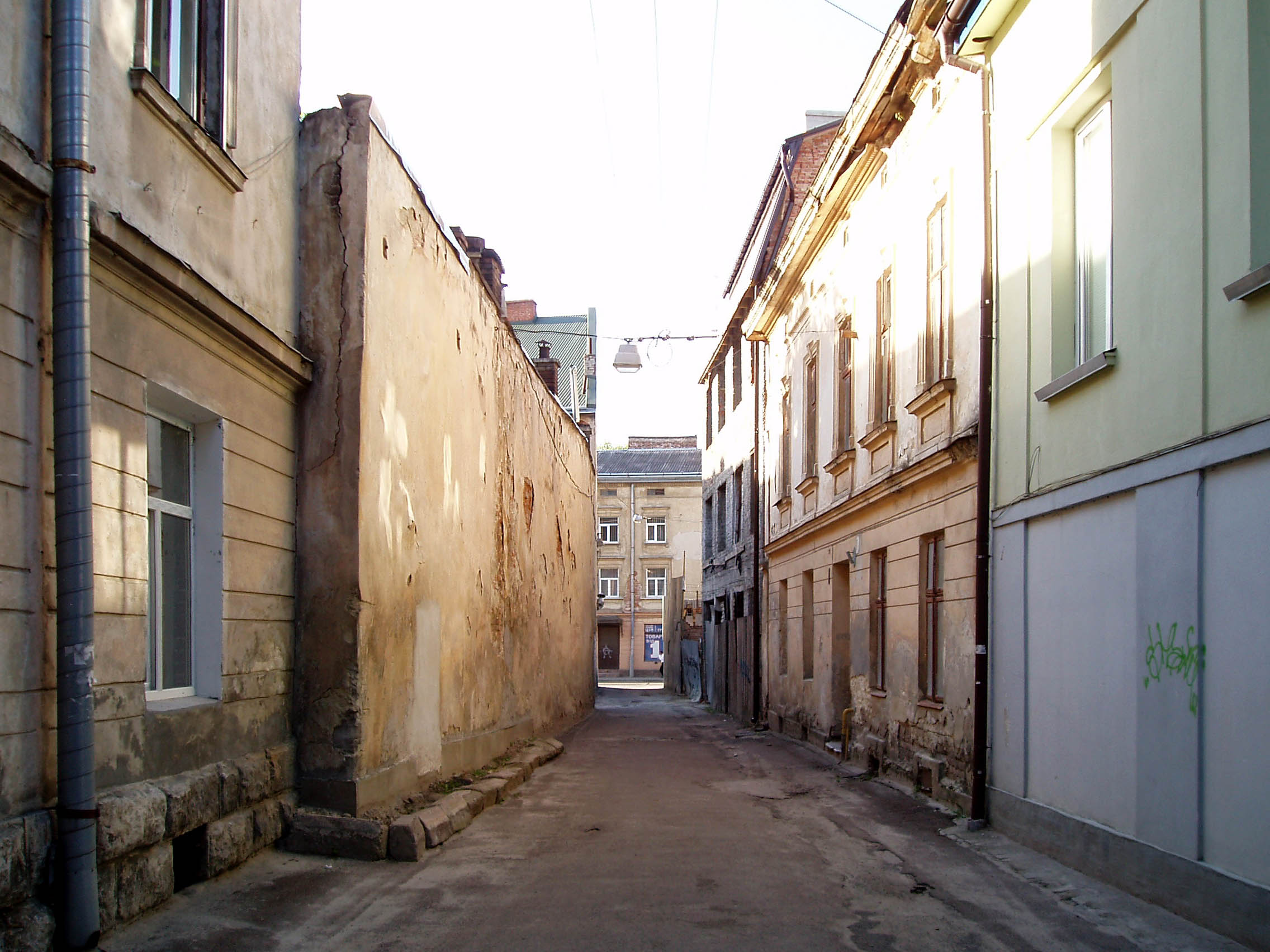

## Цікаві факти
- Це найвужча вулиця Львова — її ширина в найвужчому місці становить 3 м.